# Корякское имя
Коря́кское и́мя — имена, которые были в обиходе среди коряков в средние века, до конца XIX века. В настоящее время почти все коряки имеют русские имена.

## Традиция
Значительное число женских имён включает компонент -нэ/-на, -н, исторически возводимый к корневой морфеме нэв/нав со значением «существо (лицо) женского пола», «самка животного». Имена с -нэ/-на, -н, как правило, сохраняют этимологические значения: Етнэ «пришедшая женщина», Лэктынэ «вернувшаяся», Чейвынэ «ходящая», «бродящая», Ивнэ «говорящая женщина», Вуввуна «камень-женщина», Муллын «кровь-женщина».